# Edward Battell
Edward Battel fue un ciclista profesional británico. Compitió en los Juegos Olímpicos de Atenas 1896.
Battel participó en las pruebas de 333 metros, 100 kilómetros y maratón masculino. Su mejor resultado fue en el maratón, una carrera de 87 kilómetros, ida y vuelta entre Atenas y Maratón, donde obtuvo la tercera plaza.
En el velocidad masculina de 333 metros finalizó cuarto con un tiempo de 26,2 segundos. También fue uno de los siete ciclistas que no logró finalizar la carrera de los 100 kilómetros.